# Фурнас, Джордж
Джордж Уильям Фурнас (англ. George William Furnas) (р. 1954) — американский академик, профессор и заместитель декана по учебной стратегии в школе информации в университете штата Мичиган, известный своими работами над семантическим анализом и человеко-коммуникационными системами.

## Биография
Фурнас получил AB по психологии в 1974 году в Гарвардском университете и докторскую степень в области психологии в 1980 году в Стэнфордском университете.
Фурнас начал свою академическую карьеру как ассистент аспирант Стэнфордского университета в 1975 году. После его окончания в 1980 году он работал в лаборатории Белла, где был уважаемым членом технического персонала в течение 15 лет. В последние два года он был директором компьютерной графики и интерактивных Медиа-исследований. В 1995 году Фурнас перешёл в университет Мичигана, где был назначен профессором психологии, профессором компьютерных наук и инженерии и профессором в школе информации. С 2002 по 2008 годы он был также заместителем декана по учебной стратегии в школе информации.
В 2004 году Фурнас был избран в Академию CHI (почётная группа лиц, которые сделали существенный вклад в области человеко-компьютерного взаимодействия) за его работу в этой отрасли. В 2011 году он был назначен членом Ассоциации вычислительной техники.

## Работа
За время своей работы в лаборатории Белла он заслужил прозвище «рыбий глаз Фурнас» во время работы с визуализацией «рыбьего глаза». Пионер латентно-семантического анализа, Фурнас также считается пионером в концепции MoRAS (Mosaic of Responsive Adaptive Systems — «Мозаика гибкой адаптивной системы»).
Основным направлением его исследований является расширение доступа к информации и визуализации. Его роль в анализе проблем «Vocabulary Disagreement» привели к его изобретению Латентно-семантического анализа для индексации и обработки текста.
Хорошо известная система графической перезаписи BITPICT — существенный вклад в визуальное программирование. Джордж был также исследователем в области совместной фильтрации и визуализации графов. Его работа «Space-Scale Diagrams in the Pad++ Zooming User Interface» и теория View Navigation помогли мотивировать дальнейшее исследование в области Information Scent. В последнее время он работал над консолидацией теории проектирования и использования на различных уровнях агрегации.

## Избранные публикации
- George W. «Objects and their features», 1980.
- Furnas, George W. «[http://carpex.usal.es:8080/anai/upload/pdf/Furnas1986.pdf (недоступная+ссылка) Generalized fisheye views] (недоступная ссылка).» in «Human Factors in Computing Systems CHI ‘86 Conference Proceedings, 16-23. 1986.»
- Furnas, George W., et al. «The vocabulary problem in human-system communication.» Communications of the ACM 30.11 (1987): 964—971.
- Deerwester, Scott C., et al. «Indexing by latent semantic analysis.» «JAsIs» 41.6 (1990): 391—407.